# ゴースト 〜天国からのささやき
『ゴースト 〜天国からのささやき』（ゴースト てんごくからのささやき、原題：GHOST WHISPERER）は、2005年から2010年にかけてアメリカ合衆国のCBS系列で放送されていた1話完結型のテレビドラマ作品。CBS系列での打ち切りがいったん決定した後、ABC系列での放送継続の話が持ち上がったが、これも立ち消え、正式に終了が決定した。全5シーズン、107話。
日本では、FOXチャンネルにて、2008年7月21日よりシーズン1、2008年12月22日よりシーズン2、2009年5月29日よりシーズン3、2010年4月23日よりシーズン4が字幕版・吹替版で放送されており、2011年4月15日よりシーズン5が字幕版にて放送を開始した。また、地上波では日本テレビにて2009年3月12日より8月6日までシーズン1、2011年1月8日から7月2日までシーズン2、2011年12月20日から2012年4月24日までシーズン3を放送。
無料BSのDlifeでも放送された。
なお、1990年に公開されたアメリカ映画『ゴースト/ニューヨークの幻』との関係は一切ない。

## 概要
結婚して小さな街・グランドビューに引っ越してきたメリンダは、幼い頃から霊が見えて会話する能力を持っていた。
同じ能力を持つ祖母の教えもあり、この世に未練を残し彷徨う霊の手助けをして、心安らかな光の世界へと導くことを使命としていた。
なおストーリー展開としては現世に留まる霊の声を聴き原因を究明し解き放つという流れのため、実際のところ邦題では語弊がある。

## 主要登場人物
メリンダ・ゴードン (Melinda Gordon)
演 - ジェニファー・ラブ・ヒューイット、日本語吹替 - 宮島依里
幼少時から、この世に留まる霊を見て会話する特殊な能力（霊能力）を持つ主人公。同じ能力を持つ祖母の教えで、霊を光の世界へ導いている。小さなアンティーク・ショップのオーナー。
母のベスとは、能力のせいで確執があり、後に「母も霊が見える」という事実を知るものの和解出来ずにいる。9歳の時の両親の離婚は母親のせいだと心の片隅で思っているためか、力を受け入れられずに苦悩する母の心を思い遣れずにいた。ガス爆発で死亡した男性の霊の件で、母がグランドビューそのものに対して怯えを抱いているらしいと感じ取る。
シーズン3第5話で人々を救おうとして逆に魔女として憎まれ乳飲み子の娘と引き離された女性テッサの霊と遭遇し、地下深くに封印された200年前のグランドビューの悲劇を知る。テッサが母方の高祖母（曾祖母の母）であり、彼女から霊能力と霊を救う使命を受け継いだことを悟った。母が怯えていた理由を知ると共にグランドビューに呼ばれた運命を感じるのだった。
父親が離婚した際に黙って去られたために、似た境遇の人間に対して自分を重ねるのか人一倍世話を焼こうとする所がある。また、霊対話と育児の両立に対する不安から子供を持つことに躊躇している。しかし、ペインとケイトの和解を見届けたのを機に、考えを改め始める。
シーズン2のラストで子供達を守り臨死体験をした際、父トム（トーマス）の生霊から兄弟がいる事実を知らされ、同じ力を持ちながら世を闇に閉ざそうと暗躍するガブリエル・ローレンスが異母弟だとわかる。
その後、父親が弁護士を辞め生きていると知り再会する。しかし、トムを怨む霊ポール・イーストマン（日本語吹替：平田広明）の誘導により、ベスの口から自分の実の父親がポールである事が判明する。同時に、ガブリエルとの血縁関係も無いと判明した。
更にトム自身から、ベスを手に入れる為に無実のポールを実刑にしただけでなく殺害した事実が語られ、ポール殺しを目撃した口封じにトムに殺されかけるが、初めて"父親"としてポールに助けを求めて窮地を脱し、嘘をついたのは母親の務めとして娘を守ったのだとポールに諭されようやく母ベスと和解した。メリンダは長い間トムを父親だと思い幻想を抱いていたが、実父ポールと本当の親子として初めて揃い僅かな時間を過ごし、ベスと共に実父を光の世界へ送った。
30年前の事件の真相を探る過程で実父であるポールもまた霊能力の持ち主であることを知り、霊能者を引き寄せる引力のようなものをグランドビューに感じている。ポールも霊となった当初はトムへの恨みで一杯だったので地下に封印された昔のグランドビューにいたが、そこは彼のように負の感情に囚われた霊たちがおり、メリンダを狙ったストーカーも自殺後にそこに引き摺りこまれているため、なんとか浄化できないかと苦悩している。
また、シーズン4では霊から「光の先へ送る行為は、死という代償を伴っている」と忠告され、不安を感じている。その矢先、ジムを亡くしてしまう。
断腸の思いで霊となったジムを光の中へ送ろうと説得を続けるが、ジムが死亡した別の人間・サムの身体の中に入った事により失敗する。その後、サムの行動等の端々にジムを感じ取り、街を離れようとするサム（ジム）を説得して「ガレージの改装」を名目に居候させる事にした。「ジムの記憶を取り戻してほしい」と強く願っており、徐々にサムと関係を進めていく。しかし、能力の事やジムとサムの事を明かそうと考えあぐねていた矢先、最悪の形で明かす事になってしまった。
その後、メリンダの危機をサムが身命を賭して救ったのをきっかけにジムの記憶を完全に取り戻し、愛するジムとの生活に戻った。更には、手の怪我の検査を機に、ジムが亡くなる直前から妊娠していた事実が判明した。これにより、サム（ジム）と再婚した。
予言の日に息子のエイデンを出産し、5歳の誕生日から能力の兆候を見せ始めたエイデンを心配している。なお、エイデンが見る夢=霊の記憶を共有する事が出来る。
ジム・クランシー (Jim Clancy)
演 - デヴィッド・コンラッド、日本語吹替 - 福田賢二
メリンダの夫で、良き理解者。救急救命士。
霊との対話で幾度も怪我を負うメリンダを心配しながらも霊の生前情報を調べるなどの協力をしている。決断力と包容力がある性格。本当は医者を目指していたが、近道という理由で救急救命士に就いた。
メリンダを守る為なら、命を救う誓いを破ってでも、殺人など法律を破る事も厭わない覚悟があり、メリンダを取り込もうとするトムの言葉を全く信用していなかった。また、ポールの霊に今はもう真実を告げるべきだと忠告され、それでも隠そうとするベスに妻を愛するあまり激昂した。
ずっと子供を望んでいるがメリンダが躊躇っている為、何度も説得を繰り返している。その為、シーズン3でメリンダが考えを改め始めた事を、心から喜んでいる。その後、シーズン4では苦労しながらも子供を作ろうとしていたがメリンダが妊娠できず、ようやく妊娠する為の薬を得て子供を作ろうとする。
しかしシーズン4第6話にて、メリンダの友人の元婚約者に失意の末に酔った勢いで銃を向けられた際に、奪った銃を持っている事で犯人と間違えられて刑事に発砲されてしまう。一命は取り留めたのも束の間、容態が急変して命を落とし霊となってしまう。その後、メリンダを愛するあまり光の中へ行く事を頑なに拒否し続け、メリンダの制止を振り切って事故死して魂が光の中に入った別の人間・サムの身体に入り、現世に留まる事になる。この出来事は、他の霊から「奇跡」だと評されている。
サム・ルーカス (Sam Lucas)
演 - ケネス・ミッチェル⇒デヴィッド・コンラッド
シーズン4から登場。ジムの魂が介入（一種の転生）した事により生き返った男性。演出上、普段はデヴィッド・コンラッドが演じており、鏡等の媒体を通して映る際は、本来の容姿であるケネス・ミッチェルが演じている。
生前は、建築の仕事をしており、その事を口実にメリンダに雇われ、住み込みでガレージ改装を行っている。
ジムが入った影響で記憶喪失に陥っているが、行動の半分はサム自身の物である。しかし時折、ジムの記憶の影響により無意識に、ジムが取っていた行動を取る事がある。メリンダに対しても特別な感情を感じ取っており、徐々に惹かれていく。生前は、優柔不断な性格だった模様。
生前は、両親が心配のあまり束縛する事により家族仲が悪かったが、今回の出来事でメリンダが両親を説得した結果、家族の絆を取り戻した。
シーズン4第9話にて、婚約指輪が見付かり、生前に結婚を考えていた女性がいる事が判明する。その後、恋人だったニコルを探し出し再会。数日を共に過ごすも、生前とは性格が変わり良い影響を感じ取ったニコルが「別れたくない」と想いながらも身を引いた事により、正式に別れる事となった。
霊等の非科学的な事柄を断固否定する思考の持ち主である。ゴーストバスターが現れた際も「注目を浴びたいだけだ」と批判的で、メリンダにも関わるのをやめるように説得をしたが、その際にメリンダの能力を打ち明けられた。それを目の当たりにしたことでメリンダの能力を一応は信じたものの、最悪の形で自身の記憶喪失の原因を知ることになってしまう。しかし、自身の記憶喪失や霊の事を簡単に受け入れきれず、メリンダに批判意見を述べた事により「これ以上の努力は無理」だと判断され、家から出て行くように言われてしまう。
その後、危機に瀕するメリンダを救う行動を取った際に溺れ、ジムとしての記憶を完全に取り戻す。しかし、容姿がサムである事から、ジムの同僚や友人から「友人の妻（メリンダ）を狙う厄介者」と疎まれる事に悩んでいたが、別人としての自分を受け入れ、諦めていた医者になる夢を追う決意をした。
その後、医者（外科医）になった。
アンドレア・モレノ (Andrea Moreno)
演 - アイシャ・タイラー、日本語吹替 - 東條加那子
メリンダの親友で、アンティーク・ショップを共同経営していた。
メリンダの能力のことを知っており理解しているが、突然霊と会話をするメリンダに戸惑う事が多々ある。
シーズン1の終盤で飛行機墜落事故に巻き込まれて死亡したが、その事実に気付かず彷徨っていた。シーズン2の冒頭で、メリンダの助けにより兄の想いに送られて無事に光の世界へ旅立った。
デリア・バンクス (Delir Banks)
演 - カムリン・マンハイム、日本語吹替 - すずき紀子
シーズン2から登場。アンティーク・ショップの近所で不動産屋を経営していた女性。
数年前に強盗事件に巻き込まれて亡くなった夫の後を継いだが、辛さに耐えかねていた時にメリンダの誘いで店員になった。
息子のネッドと二人暮らしで、夫の霊が生前火事から救ってくれたジムの同僚ティムと彼女の恋のアシストをしていたのをメリンダが送ろうとしたのをきっかけに、メリンダの能力を知る。最初は信じ切れず半信半疑でいたが、悪霊により怪我を負い、メリンダとペインから改めて話を聞き完全に事実を受け入れるも、戸惑いは隠せず、未だに霊を光の先に送ろうと背後を調査している時のメリンダには、なるべく関わりあいを持たないでいようとしている。
シーズン3では、高校生になり恋愛をするようになったネッドを過剰なまでに心配している。また、メリンダとの霊の話も以前に比べると普通に話せるようになっている。
シーズン4では、ジムが亡くなり、ジムの魂がサムの身体に入った事を信じられず、仲違いをしてしまう。しかし、ジムの行動を取るサムを目撃した事で信じるようになり、メリンダの為に説得を試み、メリンダと仲直りする。
学生時代はパーティー好きだったが、パーティー仲間だった友人の死を機に辞めた過去を持っている。以降、恐怖からパーティーに対して過剰な反応を示してしまう。しかし、シーズン4第12話で友人の霊が現れ諭された事により、落ち着く。
リック・ペイン (Rick Pain)
演 - ジェイ・モーア、日本語吹替 - 田坂浩樹
シーズン2から登場。常に茶化したり捻くれた言動をする大学の考古学の教授で、メリンダが受ける霊からの暗号メッセージの解読などに力を貸している。
親友の霊が現れたのを機にメリンダの能力を知って以来、霊に対して強い興味を抱いている。
既婚者だが夫婦仲は冷めているらしく、大学の教授室から妻・ケイトが出てくるのをメリンダに目撃された事がある。その数か月後、彼女が亡くなっている事実が判明し、霊となったケイトから浮気の事実を告白されるも、受け入れられずに拒絶してしまう。
その後、昔の恋人が現れた事により起きた隠し子騒動（後に、血縁関係は無いと判明した）を機に、ケイトと再会。彼女の浮気の原因が、子供を望んでいた頃の誤解によるすれ違いと判明し、誤解を解き、お互いに「淋しかった」と本音を語り合い、ようやく彼女を光の世界へ送る事が出来た。
霊になったジャスティンの頼みで、彼のペットであるハムスターを大学の自室で飼っている。
シーズン4の第1話にて、古代遺物の研究の為に海外へ旅立った。
ネッド・バンクス (Ned Banks)
演 - タイラー・パトリック・ジョーンズ（シーズン2）→ クリストフ・サンダース（シーズン3 - ）、日本語吹替 - 中司ゆう花→西健亮
シーズン2から登場。デリアの息子。シーズン2は小学生、シーズン3からは高校生。(ネッドのキャラクターを広げたいという制作都合での変更のため、劇中ネッドが成長するほど時間経過があった設定はない)
デリアより早く、偶然メリンダの能力を知り、理解と興味を示した。父親の霊が現れた際には、デリアを説得している。良き理解者の一人で、霊に関する話の聞き相手でもある。たまにメリンダに協力する事があり、ネットゲーム関連の霊が現れた際には、一番頼りにされていた。
また、ジムの事を父親のように思い慕っていた。メリンダの能力の事を黙っていたのもジムとの約束があったからである。
シーズン3から思春期を迎え、恋愛やバイトに勤しんでいる。反抗期は小学生の間に終了している模様。ゲームが好き。
シーズン3はシーズン2直後の物語のため、ネッドは元々高校生だった設定に変えられている。
イーライ・ジェームス (Eli James)
演 - ジェイミー・ケネディ、日本語吹替 - 青木強
シーズン4から登場。大学の心理学の教授で、ペインが去った後のメリンダの協力者。
大学構内で起こった火事で怪我を負ったのを機に、霊の声が聞ける能力を持つようになる。最初は能力を受け入れず避け続けていたが、メリンダと共に火事で亡くなった患者の霊を光の先へ送った事により、能力を受け入れた。シーズン4第12話にて、デリアの友人である霊を初めて一人で光の中へ送った。
突然霊に話しかけられる事に対して完全には慣れておらず、どうにか取り繕うので精一杯の状態であったが、徐々に経験を積んだ結果、慌てる事は無くなった。

## エピソード一覧

### シーズン一覧
| シーズン | シーズン | エピソード | 米国での放送日                | 米国での放送日                |
| シーズン | シーズン | エピソード | 初回                          | 最終回                        |
| -------- | -------- | ---------- | ----------------------------- | ----------------------------- |
|          | 1        | 22         | 2005年9月23日                 | 2006年5月5日                  |
|          | 2        | 22         | 2006年9月22日                 | 2007年5月11日                 |
|          | 3        | 18         | 2007年9月28日                 | 2008年5月16日                 |
|          | 4        | 23         | 2008年10月3日                 | 2009年5月15日                 |
|          | 5        | 22         | 2009年9月25日                 | 2010年5月21日                 |
| トータル | トータル | 107        | 2005年9月23日 – 2010年5月21日 | 2005年9月23日 – 2010年5月21日 |

### シーズン1 （2005年 - 2006年）
| 通算 | 話数 | タイトル                 | 原題                        | 監督                   | 米国放送日     | 視聴者数 (万人) |
| ---- | ---- | ------------------------ | --------------------------- | ---------------------- | -------------- | --------------- |
| 1    | 1    | つむがれゆく命           | Pilot                       | John Gray              | 2005年9月23日  | 1,125           |
| 2    | 2    | 交錯する思い             | The Crossing                | Ron Lagomarsino        | 2005年9月30日  | 1,087           |
| 3    | 3    | 双子                     | Ghost, Interrupted          | Ian Sander             | 2005年10月7日  | 1,107           |
| 4    | 4    | ふれあう心               | Mended Hearts               | John Gray              | 2005年10月14日 | 999             |
| 5    | 5    | 遠き日の友情             | Lost Boys                   | Peter O'Fallon         | 2005年10月21日 | 1,055           |
| 6    | 6    | 真実を求めて             | Homecoming                  | ジェームズ・フローリー | 2005年10月28日 | 1,173           |
| 7    | 7    | 明日への手紙             | Hope and Mercy              | ビル・L・ノートン      | 2005年11月4日  | 1,278           |
| 8    | 8    | 許し                     | On the Wings of a Dove      | Peter O'Fallon         | 2005年11月11日 | 1,141           |
| 9    | 9    | 執念の叫び               | Voices                      | Kevin Hooks            | 2005年11月18日 | 1,205           |
| 10   | 10   | 永遠の愛                 | Ghost Bride                 | ジョアンナ・カーンズ   | 2005年11月25日 | 1,225           |
| 11   | 11   | 母の願い                 | Shadow Boxer                | ジョアンナ・カーンズ   | 2005年12月9日  | 1,119           |
| 12   | 12   | 悲しみを笑いに           | Undead Comic                | Eric Laneuville        | 2005年12月16日 | 1,089           |
| 13   | 13   | 姿のない同居人           | Friendly Neighborhood Ghost | David Jones            | 2006年1月6日   | 1,131           |
| 14   | 14   | にぎりしめた貝殻         | Last Execution              | ジェームズ・フローリー | 2006年1月13日  | 1,092           |
| 15   | 15   | 再会                     | Melinda's First Ghost       | Peter Werner           | 2006年1月27日  | 1,162           |
| 16   | 16   | 想いをつなぐキーホルダー | Dead Man's Ridge            | ジェームズ・フローリー | 2006年2月3日   | 1,062           |
| 17   | 17   | 怒れる少年               | Demon Child                 | Eric Laneuville        | 2006年3月3日   | 1,240           |
| 18   | 18   | フォーチュンテラー       | Miss Fortune                | James Chressanthis     | 2006年3月10日  | 1,034           |
| 19   | 19   | 受け継がれた怒り         | Fury                        | Peter Werner           | 2006年3月31日  | 1,022           |
| 20   | 20   | 消えた霊                 | The Vanishing               | Ian Sander             | 2006年4月7日   | 1,005           |
| 21   | 21   | 凍りつく時間             | Free Fall                   | John Gray              | 2006年4月28日  | 1,000           |
| 22   | 22   | 天国への案内人           | The One                     | John Gray              | 2006年5月5日   | 1,106           |

### シーズン2 （2006年 - 2007年）
| 通算 | 話数 | タイトル         | 原題                    | 監督                       | 米国放送日     | 視聴者数 (万人) |
| ---- | ---- | ---------------- | ----------------------- | -------------------------- | -------------- | --------------- |
| 23   | 1    | 危険な心の隙間   | Love Never Dies         | John Gray                  | 2006年9月22日  | 1,033           |
| 24   | 2    | 断ち切れない想い | Love Still Won't Die    | John Gray                  | 2006年9月29日  | 973             |
| 25   | 3    | 沈んだ魂         | Drowned Lives           | Ian Sander                 | 2006年10月6日  | 977             |
| 26   | 4    | 沈黙の愛         | The Ghost Within        | フレデリック・E・O・トーイ | 2006年10月13日 | 1,018           |
| 27   | 5    | 自由の代償       | A Grave Matter          | Eric Laneuville            | 2006年10月20日 | 1,027           |
| 28   | 6    | 夢の女性         | The Woman of His Dreams | John F. Showalter          | 2006年10月27日 | 1,088           |
| 29   | 7    | 負の連鎖         | A Vicious Cycle         | Eric Laneuville            | 2006年11月3日  | 1,112           |
| 30   | 8    | 出会った夜       | The Night We Met        | Peter O'Fallon             | 2006年11月10日 | 1,146           |
| 31   | 9    | 第9番の呪い      | The Curse of the Ninth  | Peter Werner               | 2006年11月17日 | 1,013           |
| 32   | 10   | 栄光の亡霊       | Giving Up the Ghost     | Peter O'Fallon             | 2006年11月24日 | 1,057           |
| 33   | 11   | キャッツクロー   | Cat's Claw              | Victoria Hochberg          | 2006年12月15日 | 966             |
| 34   | 12   | 愛する者の死     | Dead to Rights          | Peter Werner               | 2007年1月5日   | 1,118           |
| 35   | 13   | 前世の記憶       | Déjà Boo                | Gloria Muzio               | 2007年1月12日  | 1,044           |
| 36   | 14   | スピードの魔力   | Speed Demon             | ジェームズ・フローリー     | 2007年2月2日   | 1,066           |
| 37   | 15   | 思春期の悪意     | Mean Ghost              | Ian Sander                 | 2007年2月9日   | 1,116           |
| 38   | 16   | 消えた強奪金     | The Cradle Will Rock    | James Chressanthis         | 2007年2月16日  | 1,135           |
| 39   | 17   | 盗まれた死体     | The Walk-In             | Eric Laneuville            | 2007年2月23日  | 954             |
| 40   | 18   | 消えた母親       | Children of Ghosts      | フレデリック・E・O・トーイ | 2007年3月30日  | 936             |
| 41   | 19   | 告白             | Delia's First Ghost     | Kim Moses                  | 2007年4月6日   | 966             |
| 42   | 20   | コレクター       | The Collector           | Ian Sander                 | 2007年4月27日  | 920             |
| 43   | 21   | 第5のしるし      | The Prophet             | John Gray                  | 2007年5月4日   | 925             |
| 44   | 22   | 選ばれし者       | The Gathering           | John Gray                  | 2007年5月11日  | 915             |

### シーズン3 （2007年 - 2008年）
| 通算 | 話数 | タイトル             | 原題                         | 監督                       | 米国放送日     | 視聴者数 (万人) |
| ---- | ---- | -------------------- | ---------------------------- | -------------------------- | -------------- | --------------- |
| 45   | 1    | 母の秘密             | The Underneath               | John Gray                  | 2007年9月28日  | 872             |
| 46   | 2    | 血まみれメアリー     | Don't Try This at Home       | Ian Sander                 | 2007年10月5日  | 891             |
| 47   | 3    | 取りつかれた英雄     | Haunted Hero                 | Eric Laneuville            | 2007年10月12日 | 890             |
| 48   | 4    | 恐怖のストーカー     | No Safe Place                | Peter O'Fallon             | 2007年10月19日 | 895             |
| 49   | 5    | 地下に眠る秘密       | Weight of What Was           | Gloria Muzio               | 2007年10月26日 | 999             |
| 50   | 6    | 写真からのメッセージ | Double Exposure              | Eric Laneuville            | 2007年11月2日  | 918             |
| 51   | 7    | 悲しき霊能者         | Unhappy Medium               | フレデリック・E・O・トーイ | 2007年11月9日  | 985             |
| 52   | 8    | 究極の選択           | Bad Blood                    | Peter Werner               | 2007年11月16日 | 956             |
| 53   | 9    | 霊を見る少女         | All Ghosts Lead to Grandview | フレデリック・E・O・トーイ | 2007年11月23日 | 998             |
| 54   | 10   | サンタクロースの償い | Holiday Spirit               | Steven Robman              | 2007年12月14日 | 980             |
| 55   | 11   | 顔のない悪意         | Slam                         | マーク・ロスマン           | 2008年1月11日  | 986             |
| 56   | 12   | 委ねられた命         | First Do No Harm             | Ian Sander                 | 2008年1月18日  | 991             |
| 57   | 13   | 姿なき母             | Home But Not Alone           | Eric Laneuville            | 2008年4月4日   | 906             |
| 58   | 14   | ジャスティンの秘密   | The Grave Sitter             | フレデリック・E・O・トーイ | 2008年4月11日  | 855             |
| 59   | 15   | 恐怖の裏にある真実   | Horror Show                  | Ian Sander                 | 2008年4月25日  | 898             |
| 60   | 16   | 父親の務め           | Deadbeat Dads                | Gloria Muzio               | 2008年5月2日   | 921             |
| 61   | 17   | 父との再会           | Stranglehold                 | Eric Laneuville            | 2008年5月9日   | 878             |
| 62   | 18   | 明かされた秘密       | Pater Familias               | John Gray                  | 2008年5月16日  | 844             |

### シーズン4 （2008年 - 2009年）
| 通算 | 話数 | タイトル             | 原題                          | 監督                             | 米国放送日     | 視聴者数 (万人) |
| ---- | ---- | -------------------- | ----------------------------- | -------------------------------- | -------------- | --------------- |
| 63   | 1    | あらたな霊能者       | Firestarter                   | Eric Laneuville                  | 2008年10月3日  | 944             |
| 64   | 2    | 10年目の再会         | Big Chills                    | Peter Werner                     | 2008年10月10日 | 969             |
| 65   | 3    | アバター霊           | Ghost in the Machine          | Steven Robman                    | 2008年10月17日 | 897             |
| 66   | 4    | 海に消えた愛         | Save Our Souls                | Gloria Muzio                     | 2008年10月24日 | 1,014           |
| 67   | 5    | 愛と友情の狭間で     | Bloodline                     | Ian Sander                       | 2008年10月31日 | 940             |
| 68   | 6    | 決して君を忘れない   | Imaginary Friends and Enemies | Eric Laneuville                  | 2008年11月7日  | 1,106           |
| 69   | 7    | 愛の決断             | Threshold                     | John Gray                        | 2008年11月14日 | 1,157           |
| 70   | 8    | 愛の奇跡             | Heart & Soul                  | Ian Sander                       | 2008年11月21日 | 1,128           |
| 71   | 9    | 井戸にかけた願い     | Pieces of You                 | Jim Chressanthis                 | 2008年12月5日  | 971             |
| 72   | 10   | 愛の囚人             | Ball & Chain                  | Eric Laneuville                  | 2008年12月19日 | 1,018           |
| 73   | 11   | 魂のSOS              | Life on the Line              | Eric Laneuville                  | 2009年1月9日   | 1,064           |
| 74   | 12   | 過去との対峙         | This Joint's Haunted          | マーク・ロスマン                 | 2009年1月16日  | 1,058           |
| 75   | 13   | 湖底の霊たち         | Body of Water                 | ジェニファー・ラブ・ヒューイット | 2009年1月23日  | 1,118           |
| 76   | 14   | 語れない秘密         | Slow Burn                     | Steven Robman                    | 2009年2月6日   | 1,141           |
| 77   | 15   | 真夜中の儀式         | Greek Tragedy                 | Karen Gaviola                    | 2009年2月13日  | 1,030           |
| 78   | 16   | ゴースト・バスター   | Ghost Busted                  | John Behring                     | 2009年2月27日  | 1,154           |
| 79   | 17   | 歪められた記憶       | Delusions of Grandview        | Jefery Levy                      | 2009年3月6日   | 1,109           |
| 80   | 18   | 奇跡を信じて         | Leap of Faith                 | Ian Sander                       | 2009年3月13日  | 1,058           |
| 81   | 19   | ブラック・ウィドー   | Thrilled to Death             | Gloria Muzio                     | 2009年4月10日  | 1,008           |
| 82   | 20   | 哀しみの愛憎劇       | Stage Fright                  | Eric Laneuville                  | 2009年4月24日  | 923             |
| 83   | 21   | 呪われたドールハウス | Cursed                        | Kim Moses                        | 2009年5月1日   | 979             |
| 84   | 22   | ヴァンパイアの誘惑   | Endless Love                  | Ian Sander                       | 2009年5月8日   | 950             |
| 85   | 23   | 新たな脅威           | The Book of Changes           | John Gray                        | 2009年5月15日  | 915             |

### シーズン5 （2009年 - 2010年）
| 通算 | 話数 | タイトル           | 原題                       | 監督                             | 米国放送日     | 視聴者数 (万人) |
| ---- | ---- | ------------------ | -------------------------- | -------------------------------- | -------------- | --------------- |
| 86   | 1    | 誕生日の奇跡       | Birthday Presence          | ジェニファー・ラブ・ヒューイット | 2009年9月25日  | 876             |
| 87   | 2    | チェーン・メール   | See No Evil                | Eric Laneuville                  | 2009年10月2日  | 762             |
| 88   | 3    | 禁断の恋           | Till Death Do Us Start     | Gloria Muzio                     | 2009年10月9日  | 878             |
| 89   | 4    | 蘇った命           | Do Over                    | John Gray                        | 2009年10月16日 | 805             |
| 90   | 5    | 姿なき侵入者       | Cause for Alarm            | Ian Sander                       | 2009年10月23日 | 859             |
| 91   | 6    | 8年前のハロウィン  | Head Over Heels            | Steven Robman                    | 2009年10月30日 | 829             |
| 92   | 7    | 悪魔の契約         | Devil's Bargain            | James Chressanthis               | 2009年11月6日  | 799             |
| 93   | 8    | 愛と憎しみの果てに | Dead Listing               | Peter Werner                     | 2009年11月13日 | 806             |
| 94   | 9    | 消えた息子         | Lost in the Shadows        | Kim Moses                        | 2009年11月20日 | 842             |
| 95   | 10   | 守りたい想い       | Excessive Forces           | Kenny Leon                       | 2009年12月4日  | 818             |
| 96   | 11   | 愛に迷って         | Dead Air                   | Gloria Muzio                     | 2010年1月8日   | 900             |
| 97   | 12   | 追いつめられて     | Blessings in Disguise      | Jan Eliasberg                    | 2010年1月15日  | 861             |
| 98   | 13   | 眠れない理由       | Living Nightmare           | Ian Sander                       | 2010年1月29日  | 861             |
| 99   | 14   | 運命の事故         | Dead to Me                 | ラルフ・ヘメッカー               | 2010年2月5日   | 873             |
| 100  | 15   | 自己破壊           | Implosion                  | ジェニファー・ラブ・ヒューイット | 2010年3月5日   | 735             |
| 101  | 16   | 捕らわれた霊たち   | Old Sins Cast Long Shadows | Jefery Levy                      | 2010年3月12日  | 722             |
| 102  | 17   | 哀しいヒーロー     | On Thin Ice                | Ian Sander                       | 2010年4月2日   | 596             |
| 103  | 18   | 見えない視線       | Dead Eye                   | John Behring                     | 2010年4月9日   | 655             |
| 104  | 19   | 愛の結びつき       | Lethal Combination         | Kim Moses                        | 2010年4月30日  | 657             |
| 105  | 20   | 危険な誘惑         | Blood Money                | Eric Laneuville                  | 2010年5月7日   | 646             |
| 106  | 21   | 双子の絆           | Dead Ringer                | Ian Sander                       | 2010年5月14日  | 648             |
| 107  | 22   | 愛されたくて       | The Children's Parade      | John Gray                        | 2010年5月21日  | 683             |

## スタッフ
原作：ジョン・グレイ（John Gray）
脚本：ジョン・グレイ、キャサリン・バターフィールド（Catherine Butterfield）
監督：ジョン・グレイ、イアン・サンダー（Ian Sander）、キム・モーゼス（Kim Moses）
プロデューサー：ジェニファー・ラブ・ヒューイット、キャサリン・バターフィールド、メアリー・コートニー（Mary Courtney）、エミリー・フォックス（Emily Fox）、バーバラ・ブラック（Barbara Black）、デビッド・ファンロン（David Fallon）
製作総指揮：ジョン・グレイ
製作：ジェニファー・ラブ・ヒューイット
共同制作総指揮：ジェームズ・ヴァン
音楽：マーク・スノウ（Mark Snow）

## イメージソング

### FOXチャンネル版
シーズン3
『Soon You'll Go 〜旅立つ君へ〜』
歌：ハワード・ジョーンズ（Howard Jones）
シーズン4
『Straight Ahead』
歌：ハワード・ジョーンズ

### 日本テレビ版
シーズン1
：『瞳がほほえむから』
：歌：Yuji Ohno & Lupintic Five withMiki Imai
シーズン2
：『つよくつよく』
：歌：AZU
シーズン3
：『雪の降る街』
：歌：aimer
/第１１話～
：『キミノヒカリ』
：歌：KG (R&B)

## DVDリリース
- DVD COMPLETE BOX シーズン1 （2008年6月4日発売）
- DVD COMPLETE BOX シーズン2 （2009年5月20日発売）
- DVD COMPLETE BOX シーズン3 （2010年3月17日発売）
- DVD COMPLETE BOX シーズン4 （2011年3月2日発売）